# Hudson Maxim

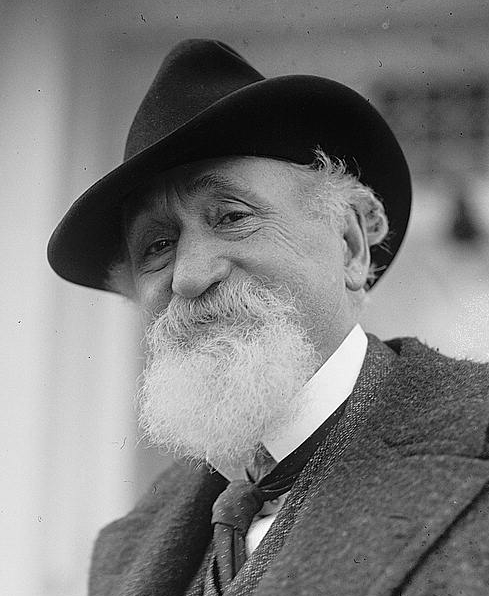
Hudson Maxim

Hudson Maxim (ur. 3 lutego 1853 w Orneville w stanie Maine, zm. 6 maja 1927 w Landing w stanie New Jersey) – brat Hirama Maxima, amerykański wynalazca. 
Hudson pracował początkowo jako księgarz i wydawca, ale zainteresował się wynalazkami starszego brata i zaczął mu pomagać. Wkrótce poszedł swoją własną drogą. Wynalazł maksymit, materiał wybuchowy 2½ raza silniejszy od dynamitu.
Jego najznakomitszym odkryciem było jednak wynalezienie, w roku 1890, prochu bezdymnego. Dla jego produkcji założył własną firmę, ale odsprzedał ją wkrótce większej kompanii, dla której pracował jako doradca.
Jego ostatnim wynalazkiem był system napędowy dla torped.